# Tatev

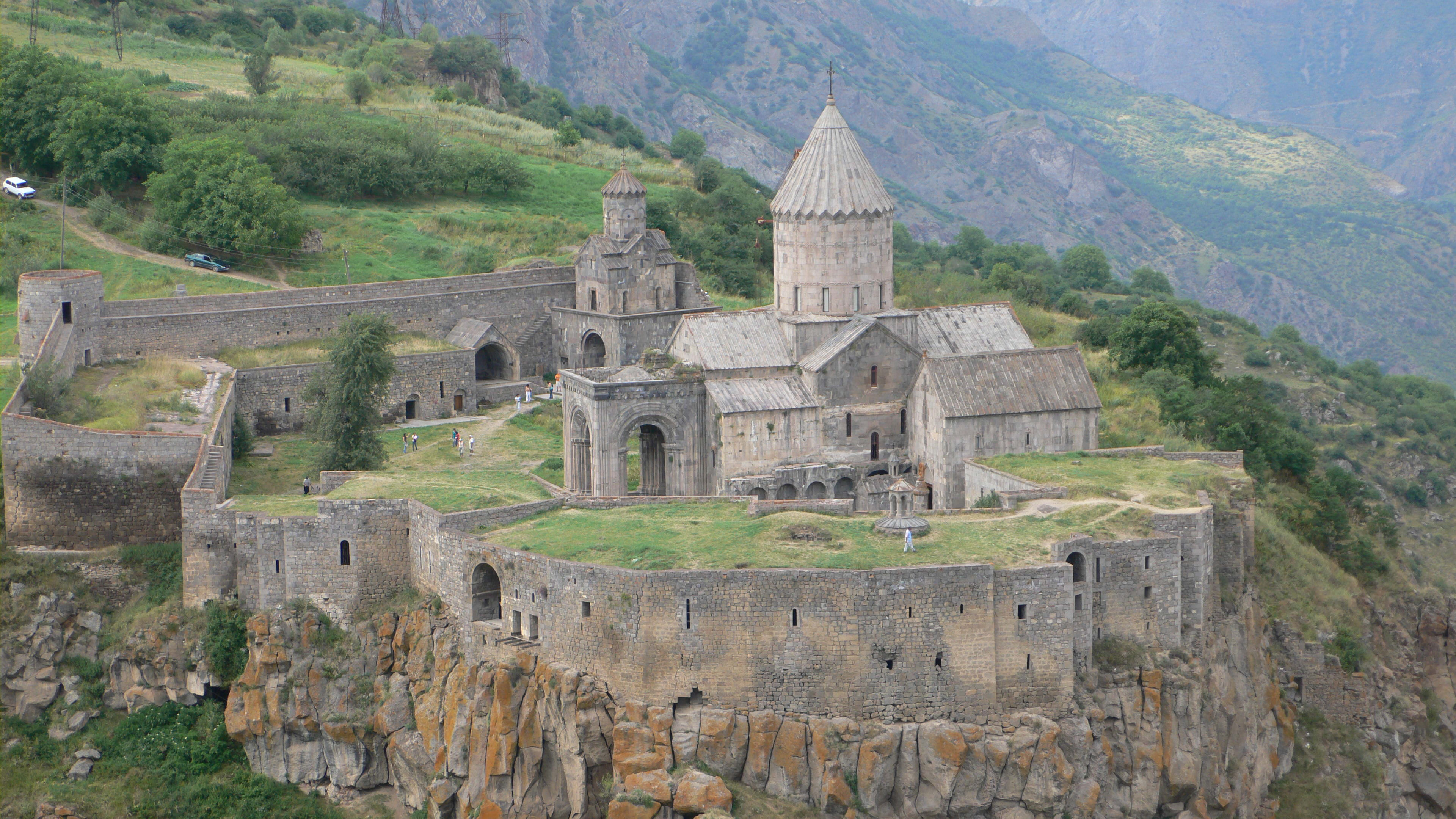
Monasterio de Tatev

Capital del principado y reino armenio de Siunia Oriental y más tarde de la República autónoma armenia de Syunik. Actualmente es una ciudad de la región armenia conocida por Siunik.
En la ciudad se encuentra el monasterio de Tatev fundado en el siglo IX, que es el monumento histórico y arquitectónico principal de la región.